# Alphonsius Stoffels
Alphonsius Stoffels, meglio conosciuto con il nome Fons (Amsterdam, 3 febbraio 1945), è un ex calciatore olandese, di ruolo attaccante.

## Carriera
Formatosi nel TOG, nel 1963 passa al Blauw-Wit, con cui retrocede nella serie cadetta nederlandese al termine dell'Eredivisie 1963-1964. Dopo due stagioni nello JOS, Stoffels si trasferisce agli statunitensi del Dallas Tornado.
Con i Tornado partecipò al tour mondiale voluto ed organizzato dal nuovo allenatore del club, il macedone-canadese Bob Kap, che vide la franchigia impegnata in una serie di massacranti incontri tra Africa, Europa, Asia e Oceania. Stoffels affermò che gli sembrò davvero strano e terrificante che la squadra passasse a pochi chilometri dalla guerra, come capitò loro in Vietnam, quando transitarono da Saigon ad appena due settimane dall'offensiva del Têt.  Il tour ebbe effetti devastanti sulla squadra durante la stagione regolare, la prima della neonata NASL, che nonostante l'allontanamento di Kap, inanellò una lunga serie di sconfitte. Sul tour mondiale Stoffels pubblicò nel 2016 un libro di memorie dal titolo De wonderlijke wereldtour van Dallas Tornado, tradotto anche in inglese.
Nelle ultime giornate della stagione Stoffels lasciò i Tornado per giocare nel K.C. Spurs, con cui arrivò a disputare le semifinali del torneo, perdendole contro i San Diego Toros.
La stagione seguente rimane in forza agli Spurs, con cui si aggiudica il torneo sopravanzando di un punto gli Atlanta Chiefs. Giocò anche nella decisiva vittoria contro i Baltimore Bays.
Nel 1969 torna in patria per giocare nel PEC Zwolle, club nel quale chiuderà la carriera agonistica nel 1974.

## Palmarès
- North American Soccer League: 1

Kansas City Spurs: 1969

## Opere
- De wonderlijke wereldtour van Dallas Tornado (2016)